# Championnat de Finlande de hockey sur glace 1987-1988
Saison précédente Saison suivante
La saison 1987-1988 est la treizième saison de la SM-Liiga.
Le Ilves Tampere gagne la saison régulière mais c'est l'autre club de la ville, le Tappara Tampere, qui remporte son troisième titre consécutif. C'est le septième titre en treize saisons de SM-liiga pour le Tappara Tampere.

## SM-liiga

### Déroulement
La saison régulière est disputée entre dix équipes qui jouent chacune 44 matchs.
Les quatre meilleures équipes sont qualifiées pour les séries éliminatoires.
Cette saison, profitant de l'extension à 12 club pour la saison 1988-1989, l'équipe classée neuvième se maintient et c'est la dernière équipe du classement qui dispute un barrage et n'est pas reléguée directement. Ce match de barrage est disputé contre l'équipe classée à la troisième place de la 1. Divisioona.

### Saison régulière

#### Classement
|    | Équipe          | PJ | V  | N | D  | BP  | BC  | Diff | Pts |
| -- | --------------- | -- | -- | - | -- | --- | --- | ---- | --- |
| 1  | Ilves Tampere   | 44 | 30 | 3 | 11 | 227 | 143 | +84  | 63  |
| 2  | HIFK            | 44 | 29 | 1 | 14 | 192 | 127 | +65  | 59  |
| 3  | Tappara Tampere | 44 | 24 | 6 | 14 | 195 | 147 | +48  | 54  |
| 4  | Lukko Rauma     | 44 | 24 | 1 | 19 | 168 | 140 | +28  | 49  |
| 5  | TPS Turku       | 44 | 22 | 3 | 19 | 206 | 182 | +24  | 47  |
| 6  | Kärpät Oulu     | 44 | 22 | 2 | 20 | 187 | 172 | +15  | 46  |
| 7  | Ässät Pori      | 44 | 19 | 4 | 21 | 183 | 195 | -12  | 42  |
| 8  | KalPa Kuopio    | 44 | 16 | 4 | 24 | 164 | 220 | -56  | 36  |
| 9  | JYP Jyväskylä   | 44 | 12 | 5 | 27 | 132 | 199 | -67  | 29  |
| 10 | KooKoo Kouvola  | 44 | 7  | 1 | 36 | 123 | 252 | -129 | 15  |

#### Meilleurs pointeurs
Cette section présente les meilleurs pointeurs de la saison régulière.
| #  | Joueur          | Équipe        | PJ | B  | A  | Pts |
| -- | --------------- | ------------- | -- | -- | -- | --- |
| 1  | Esa Keskinen    | TPS Turku     | 44 | 14 | 55 | 69  |
| 2  | Arto Javanainen | TPS Turku     | 44 | 47 | 20 | 67  |
| 3  | Mark Jooris     | Ässät Pori    | 42 | 29 | 34 | 63  |
| 4  | Jukka Vilander  | TPS Turku     | 44 | 25 | 37 | 62  |
| 5  | Risto Jalo      | Ilves Tampere | 35 | 25 | 35 | 60  |
| 6  | Matti Hagman    | HIFK          | 44 | 17 | 43 | 60  |
| 7  | Darren Boyko    | HIFK          | 44 | 14 | 40 | 54  |
| 8  | Jari Lindroos   | Kärpät Oulu   | 44 | 18 | 35 | 53  |
| 9  | Dale Derkatch   | Ilves Tampere | 41 | 28 | 24 | 52  |
| 10 | Jouni Rinne     | KalPa Kuopio  | 41 | 26 | 26 | 52  |

### Séries éliminatoires
Les demi-finales se jouent en cinq matchs et la finale en sept matchs. Le match pour la troisième place se joue en un seul match depuis cette saison.

#### Tableau final
|  | Demi-finales    | Demi-finales    |                        |   | Finale | Finale |
|  | Demi-finales    | Demi-finales    |                        |   | Finale | Finale |
|  |                 |                 |                        |   |        |        |
|  |                 |                 |                        |   |        |        |
|  |                 |                 |                        |   |        |        |
|  | Ilves Tampere   | 0               |                        |   |        |        |
|  | Ilves Tampere   | 0               |                        |   |        |        |
|  | Lukko Rauma     | 3               |                        |   |        |        |
|  | Lukko Rauma     | 3               | Lukko Rauma            | 1 |        |        |
|  |                 |                 | Lukko Rauma            | 1 |        |        |
|  |                 | Tappara Tampere | 4                      |   |        |        |
|  | HIFK            | Tappara Tampere | 4                      | 2 |        |        |
|  | HIFK            |                 |                        | 2 |        |        |
|  | Tappara Tampere | 3               |                        |   |        |        |
|  | Tappara Tampere | 3               | Match pour la 3e place |   |        |        |
|  |                 |                 |                        |   |        |        |
|  |                 |                 |                        |   |        |        |
|  |                 |                 |                        |   |        |        |
|  | HIFK            | 1               |                        |   |        |        |
|  | HIFK            | 1               |                        |   |        |        |
|  | Ilves Tampere   | 0               |                        |   |        |        |
|  | Ilves Tampere   | 0               |                        |   |        |        |

#### Détail des scores
Demi-finales
| Équipe        | Score | Équipe        |
| ------------- | ----- | ------------- |
| Ilves Tampere | 1-4   | Lukko Rauma   |
| Lukko Rauma   | 4-3   | Ilves Tampere |
| Ilves Tampere | 2-6   | Lukko Rauma   |

| Équipe          | Score | Équipe          | Note               |
| --------------- | ----- | --------------- | ------------------ |
| HIFK            | 4-1   | Tappara Tampere |                    |
| Tappara Tampere | 5-0   | HIFK            |                    |
| HIFK            | 6-2   | Tappara Tampere |                    |
| Tappara Tampere | 15-3  | HIFK            |                    |
| HIFK            | 5-6   | Tappara Tampere | Après prolongation |

Match pour la troisième place
| Équipe        | Score | Équipe |
| ------------- | ----- | ------ |
| Ilves Tampere | 2-6   | HIFK   |

Finale
| Équipe          | Score | Équipe          |
| --------------- | ----- | --------------- |
| Tappara Tampere | 2-3   | Lukko Rauma     |
| Lukko Rauma     | 1-4   | Tappara Tampere |
| Tappara Tampere | 3-1   | Lukko Rauma     |
| Lukko Rauma     | 0-3   | Tappara Tampere |
| Tappara Tampere | 5-2   | Lukko Rauma     |

### Trophées et récompenses
| Kanada-malja : Champion de Finlande             | Tappara Tampere               |
| Trophée Kalevi-Numminen : Meilleur entraîneur   | Pentti Matikainen (HIFK)      |
| Trophée Jarmo-Wasama : Meilleur joueur recrue   | Mika Nieminen (Ilves Tampere) |
| Trophée Matti-Keinonen : Meilleur ratio +/-     | Risto Jalo (Ilves Tampere)    |
| Trophée Raimo-Kilpiö : Joueur le plus fair-play | Jukka Vilander (TPS Turku)    |
| Trophée Urpo-Ylönen : Meilleur gardien de but   | Jarmo Myllys (Lukko Rauma)    |
| Trophée Pekka-Rautakallio : Meilleur défenseur  | Timo Jutila (Tappara Tampere) |
| Trophée Aarne-Honkavaara : Meilleur buteur      | Arto Javanainen (TPS Turku)   |
| Trophée Veli-Pekka-Ketola : Meilleur pointeur   | Esa Keskinen (TPS Turku)      |

## Barrage de promotion/relégation
| Équipe              | Score | Équipe              |
| ------------------- | ----- | ------------------- |
| KooKoo Kouvola      | 4-3   | Kiekko-Reipas Lahti |
| Kiekko-Reipas Lahti | 5-1   | KooKoo Kouvola      |
| KooKoo Kouvola      | 3-4   | Kiekko-Reipas Lahti |
| Kiekko-Reipas Lahti | 3-4   | KooKoo Kouvola      |
| KooKoo Kouvola      | 8-5   | Kiekko-Reipas Lahti |

Le KooKoo Kouvola se maintient en SM-liiga

## 1.Divisoona
|    | Équipe                | PJ | V  | N | D  | BP  | BC  | Diff | Pts |
| -- | --------------------- | -- | -- | - | -- | --- | --- | ---- | --- |
| 1  | HPK Hämeenlinna       | 44 | 36 | 2 | 6  | 302 | 98  | +204 | 74  |
| 2  | SaiPa Lappeenranta    | 44 | 30 | 3 | 11 | 239 | 166 | +73  | 63  |
| 3  | Kiekko-Reipas Lahti   | 44 | 27 | 4 | 13 | 212 | 161 | +51  | 58  |
| 4  | JoKP Joensuu          | 44 | 28 | 0 | 16 | 217 | 173 | +44  | 56  |
| 5  | Sport Vaasa           | 44 | 25 | 0 | 19 | 218 | 173 | +45  | 50  |
| 6  | TuTo Turku            | 44 | 23 | 3 | 18 | 236 | 224 | +12  | 49  |
| 7  | Jokerit Helsinki      | 44 | 20 | 6 | 18 | 193 | 182 | +11  | 46  |
| 8  | SaPKo Savonlinna      | 44 | 15 | 4 | 25 | 191 | 230 | -39  | 34  |
| 9  | Ketterä Imatra        | 44 | 16 | 0 | 28 | 191 | 243 | -52  | 32  |
| 10 | FoPS Forssa           | 44 | 13 | 2 | 29 | 185 | 276 | -91  | 28  |
| 11 | Karhu-Kissat Helsinki | 44 | 13 | 1 | 30 | 175 | 267 | -92  | 27  |
| 12 | VaKi Vantaa           | 44 | 4  | 3 | 37 | 123 | 289 | -166 | 11  |

Le HPK Hämeenlinna et le SaiPa Lappeenranta profitent du passage de la SM-liiga à 12 clubs pour être promus directement. Le Kiekko-Reipas Lahti dispute un barrage pour l'accession contre le dernier de SM-liiga.